# Biathlon-Weltmeisterschaften 2027
Die 56. Biathlon-Weltmeisterschaften 2027 sollen vom 8. Februar 2027 bis zum 21. Februar 2027 im Sportzentrum Tehvandi in Otepää in Estland stattfinden.
Otepää soll damit zum ersten Mal Biathlon-Weltmeisterschaften ausrichten.
Die Veranstaltung ist der Höhepunkt des Biathlon-Weltcups 2026/27, geht allerdings nicht mit in dessen Wertungen (ausgenommen die Nationenwertungen) ein.
Otepää wurde am 15. September 2022 als Veranstaltungsort auf dem 15. Kongress der Internationalen Biathlon-Union in Salzburg gewählt. Otepää setzte sich dabei gegen den Mitbewerber Kontiolahti aus Finnland durch.

## Veranstaltungsort
Das Sportzentrum Tehvandi wurde 1978 von der Sowjetunion als Trainingsanlage für Olympische Winterspiele eröffnet. Seit 1993 ist es das Olympiazentrum Estlands für Sommer- und Wintersport. 
Wie üblich soll ein Jahr vor den Weltmeisterschaften ein Weltcup in Otepää veranstaltet werden. Dabei sollen in erster Linie Teams und Sportler die Möglichkeit bekommen, Strecken und Funktionsgebäude schon vor den Weltmeisterschaften kennenzulernen. Die Rennen sollen im März 2026 im Rahmen des Weltcups 2025/26 stattfinden.